# シロダモ
シロダモ（白だも、学名: Neolitsea sericea）は、クスノキ科シロダモ属に分類される常緑高木の1種である。若葉は帯白色から黄褐色の毛で覆われ、下垂する。成葉の表面は濃緑色で光沢があり、裏面はロウ質に覆われて粉白色（図1）。雌雄異株（雌花と雄花が異なる個体につく）であり、小さな黄白色の花が密集して秋に咲く。果実は赤色の液果。本州（宮城・山形県以南）から南西諸島、台湾、朝鮮半島、中国南部に分布し、暖地の森林に生育する。「シロダモ」の名は、葉の裏が白いタモ（クスノキ科の樹木）の意味とされる。

## 特徴
常緑広葉樹の小高木から高木であり、樹高は5–15メートル (m) になる（図2a）。樹皮は緑色を帯びた紫褐色から暗褐色、平滑、小さな皮目が散生する（図2b）。小枝は緑色、黄褐色の絹毛が密生するが、のちに無毛。冬芽のうち葉芽は長楕円形で先端はとがり、花芽が球形、芽鱗に光沢があって黄褐色の毛がある。
葉は互生、枝先に集まってつく。葉柄は長さ2–3センチメートル (cm)、黄褐色の絹毛が密生するが、のちに無毛。葉身は長楕円形から卵状長楕円形、8–18 × 4–8 cm、先端は尖り、全縁、3行脈が目立ち、側脈は4–5対、表面は無毛で光沢があり、裏面は絹毛が多少残りロウ質で覆われて粉白色（図1, 3, 4b）。葉をちぎるとわずかに芳香がある。若葉は垂れ下がり、帯白色から黄褐色の絹毛で覆われている（図3）。
花期は3–4月または9–11月（日本では秋）、雌雄異株。花は小さく（雄花の方がやや大きい）、淡黄色、散形花序を形成し、葉腋につく（図4）。総苞片は数個、広楕円形、黄褐色の毛があ理、花柄には黄色い長毛が密生する。花被片は4枚、広卵形、背面に毛があり、雄花では平開、雌花では立ち上がる。雄花には雄しべが6–8個、3–4輪で内側の2個の基部には腺体があり、花糸は長く突出、葯は4室、中央に不稔の雌しべがある（図4a）。雌花には棒状の仮雄しべが6個と雌しべが1個（白い柱頭が目立つ）ある（図4b）。
果期は翌年の1–2月または10–11月、果実が赤色に熟し、日本では秋であり花と同時に鑑賞できる。果実は液果、楕円状球形、長さ12–15ミリメートル (mm)、果柄は長さ 7–10 mm、緑色。種子は球形。

## 分布
本州の山形県と宮城県以西、四国、九州、南西諸島から台湾、朝鮮半島南部、中国東南部に分布する。山地や低地の比較的湿潤な森林に生育し、常緑広葉樹としては耐寒性が強い。

## 保全状況評価
シロダモは、IUCNレッドリストカテゴリーでは低危険種 (LC) に指定されている。日本では、秋田県と長野県で絶滅危惧I類とされている。
種内分類群（下記参照）であるダイトウシロダモは、日本の環境省では絶滅危惧IB類 (EN) に、沖縄県では準絶滅危惧に指定されている。また、キンショクダモは、鹿児島県で準絶滅危惧に指定されている。

## 人間との関わり
庭木や防風林として植栽されるほか、器具材としても利用される。種子から得られた油はツヅ油やオダクサ油とよばれ、シラミ防除に利用されたり、除虫用に水田にまかれたり、灯火用の油、石鹸や蝋燭の材料とされていた。
秋の季語とされる。

## 下位分類
以下の種内分類群が認められることがある。
ダイトウシロダモ Neolitsea sericea var. argentea Hatus. ex H.Ohba (2006)
葉裏の毛が銀灰色で赤みがない。果実は倒卵形、基準変種よりも大きく長さ 15–18 mm。大東諸島に分布。
キンショクダモ（キンモウダモ）Neolitsea sericea var. aurata (Hayata) Hatus. (1969)
葉裏の黄褐色の毛が、遅くまで残る。花期は春ともされるが、標本調査からはこの形質については疑問視されている。伊豆諸島（利島）、小笠原諸島（これについては疑問視されている）、九州西部（福江島、甑島）、トカラ列島以南の南西諸島、台湾（蘭嶼、緑島）に分布。
キミノシロダモ Neolitsea sericea f. xanthocarpa　(Nakai) Okuyama (1955)
果実が黄色に熟す。